# Sainte-Marie, Gers
Sainte-Marie är en kommun i departementet Gers i regionen Occitanien i sydvästra Frankrike. Kommunen ligger i kantonen Gimont som tillhör arrondissementet Auch. År 2022 hade Sainte-Marie 391 invånare.

## Befolkningsutveckling
Antalet invånare i kommunen Sainte-Marie
Referens:INSEE